# Rhodochlora albipuncta
Rhodochlora albipuncta är en fjärilsart som beskrevs av W. Warren 1909. Rhodochlora albipuncta ingår i släktet Rhodochlora och familjen mätare. Inga underarter finns listade.

## Bildgalleri

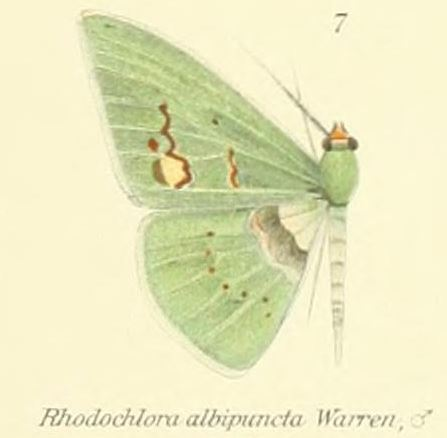